# آخرین نوشته
آخرین نوشته (یونانی: Το Τελευταίο Σημείωμα) یک فیلم است که در سال ۲۰۱۷ منتشر شد. از بازیگران آن می‌توان به آندره هنیکه، ملیا کرایلینگ، و واسیلیس کوکلانی اشاره کرد.